# Teupin Jeue
Teupin Jeue is een bestuurslaag in het regentschap Pidie van de provincie Atjeh, Indonesië. Teupin Jeue telt 353 inwoners (volkstelling 2010).